# Giprus cajon
Giprus cajon är en insektsart som beskrevs av Sawbridge 1975. Giprus cajon ingår i släktet Giprus och familjen dvärgstritar. Inga underarter finns listade i Catalogue of Life.